# Xabier Agirre
Xabier Agirre López (8 de abril de 1951 – 13 de fevereiro de 2021) foi um administrador e político espanhol.
Ele nasceu em Vitoria-Gasteiz. Membro do Partido Nacionalista Basco, desempenhou importantes cargos institucionais tanto no Conselho Provincial de Álava como no Parlamento Basco. Foi vice de Álava (2007–2011) e presidente de Araba Buru-Batzar (2012–2016). Ele faleceu em Pamplona, aos 69 anos.